# Congreso Universal de Esperanto de 1905

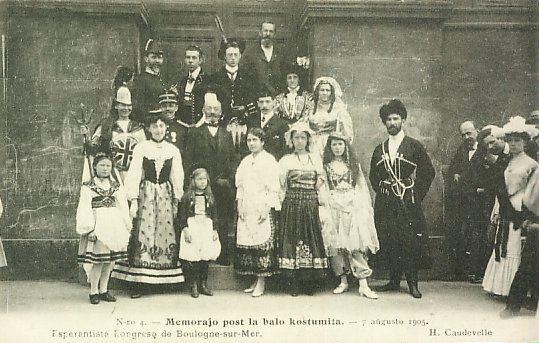
Algunos de los participantes del primer congreso universal de Esperanto, entre ellos se puede ver a Zamenhof, el creador del idioma.

El Congreso Universal de Esperanto de 1905 fue el primer Congreso de esperanto, desde entonces se realiza anualmente (con algunas excepciones debido a la Primera y Segunda Guerra Mundial). El organizador de este congreso fue el abogado y líder del grupo esperantista local de la ciudad de Boulogne-sur-Mer, Alfred Michaux. Michaux anunció por primera vez congreso en una reunión internacional en el año de 1904.
Durante el congreso, Zamenhof instaló el primer Comité de la Lengua ("Lingva Komitato"), y se aceptó al Fundamento como la única obligación y autoridad de todo esperantista y se creó la Declaración de Boulogne, además se decidió acerca de los futuros congresos. No hubo declaración alguna sobre la creación de una asociación internacional de Esperanto.

## Trasfondo y cronología del congreso
El 1.er Congreso Universal de Esperanto ocurrió del 7 al 12 de agosto de 1905, con una participación de 688 esperantistas de 20 países. Anteriormente había ocurrido una reunión internacional, una especia pre-Congreso, en 1904 en la ciudad de Calais, Francia. Fue un experimento para observar sí esperantistas de distintas lenguas maternas se comprendían efectivamente. Una vez se observó una buena comprensión entre los presentes, se decidió convocar una reunión multitudinaria para el próximo años en la ciudad de Boulogne-sur-Mer, también en Francia. Durante los preparativos se inició la guerra entre Japón y Rusia, dando lugar a rumores falsos que Zamenhof no podría participar.

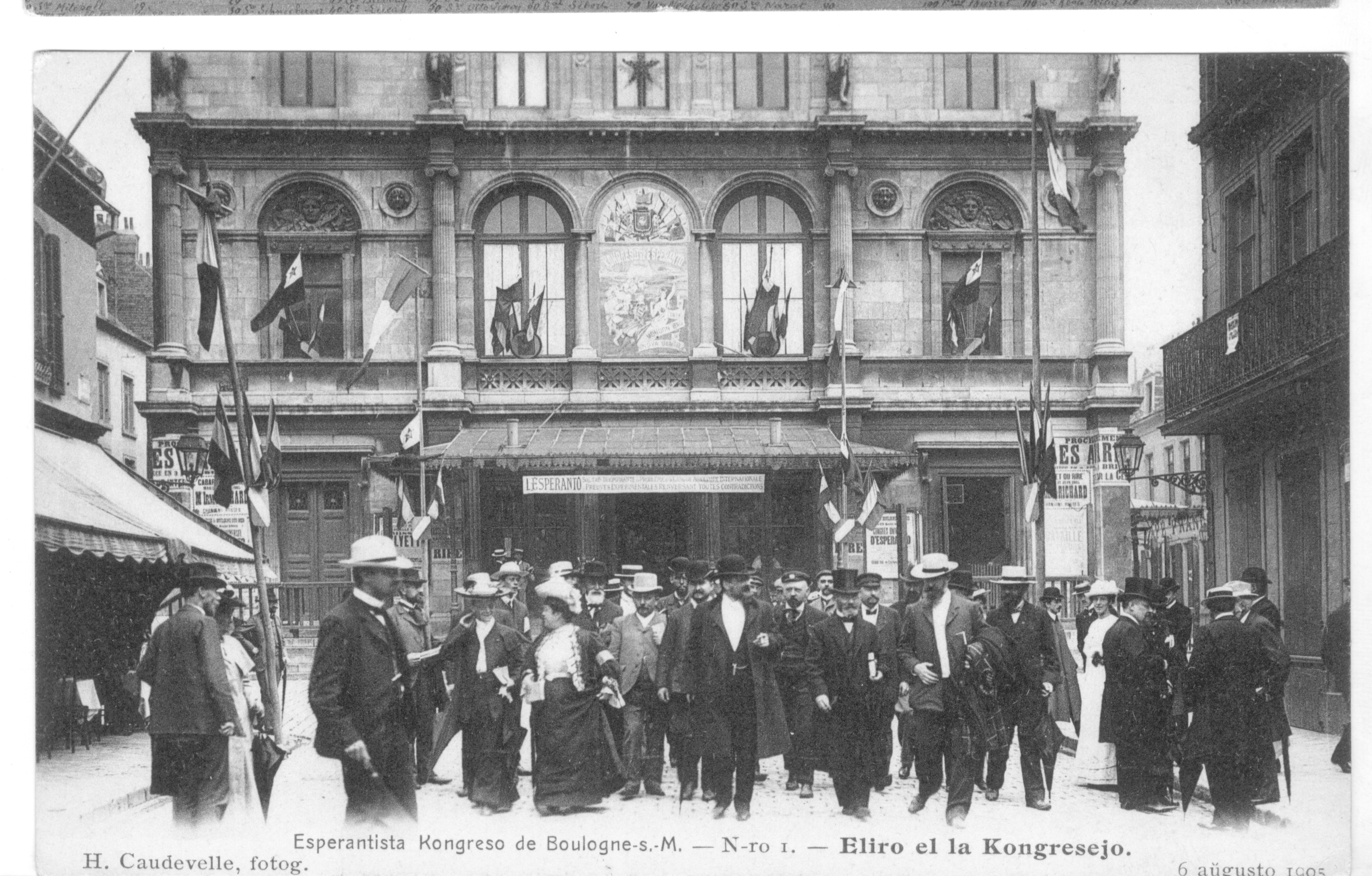
Primer congreso universal de Esperanto en Boulogne-sur-Mer.

Poco antes del congreso, en París tuvo lugar una reunión internacional, la cual comenzó con una visita sorpresa de Zamenhof a la universidad de La Sorbona, donde ya estaban reunidos algunos participantes del congreso. Durante los siguientes días ocurrió la entrega de premios a distintos estudiantes talentosos en París, Zamenhof mismo entregó dichos premios, también hubo un concierto esperantista internacional y una bienvenida solemne a Zamenhof y los participantes del congreso en el Palacio de la ciudad. El carácter principal del congreso fue promover la amistad internacional y festines. Fue en medio de estos días previos que Zamenhof y sus amigos terminaron de redactar la declaración, la cual sería aceptada en los días siguientes.
Ya durante el congreso, se hicieron críticas y aclaraciones de Zamenhof acerca de la pronunciación, en las cuales participaron muchos esperantistas. Privat habló acerca de la propaganda del Esperanto entre los jóvenes y Boirac presidió una charla acerca del procedimiento para introducir el esperanto en las escuelas.

## Centenario del Congreso
En el centenario del primer Congreso Universal ocurrió un reencuentro internacional llamado "Boulogne2005", el cual se hizo en la misma ciudad del primer congreso durante la Pascua de 2005.
- Datos: Q2321052
- Multimedia: World Esperanto Congress 1905 / Q2321052